# Chikuma
Chikuma (Japans: 千曲市, Chikuma-shi) is een stad in de prefectuur Nagano op het Japanse eiland Honshu. De stad heeft een oppervlakte van 119,84 km² en had in 2007 ongeveer 63.000 inwoners. De stad ligt in de vallei van de Chikuma rivier.

## Geschiedenis
Chikuma werd op 1 september 2003 een stad (shi) door samenvoeging van de gemeentes Koshoku, Kamiyamada en Tokura.

## Cultuur
Een beroemde attractie van Chikuma is het 'Abrikozendorp' (杏の里, Anzu no Sato), een aantal aaneengesloten valleien met tientallen abrikozenboomgaards.
In Chikuma ligt ook de Mori Shogunzuka grafkamer (森将軍塚古墳, Mori Shogunzuka), een sleutelgatvormige grafheuvel op een bergtop uit de Kofun periode.
Ten zuiden van de stad ligt het populaire Togura Kamiyamada gebied met onsen, (戸倉上山田温泉, Togura Kamiyamada Onsen).

## Verkeer
Chikuma ligt aan de Shinonoi-lijn van East Japan Railway Company.
Chikuma ligt op de kruising van de Nagano-autosnelweg en de Joshin-etsu-autosnelweg en bovendien aan de autowegen 18 en 403.

## Geboren in Chikuma
- Toshimasa Hara (bassist bij Dir en grey)
- Junichi Kakizaki (kunstenaar, beeldhouwer)

## Aangrenzende steden
- Nagano
- Ueda